# کوین گرویترت
کوین گرویترت (انگلیسی: Kevin Greutert؛ زادهٔ ۳۱ مارس ۱۹۶۵) کارگردان اهل ایالات متحدهٔ آمریکا است. وی از سال ۱۹۹۱ میلادی تاکنون مشغول فعالیت بوده‌است.

## فیلم‌شناسی
کارگردانی
- اره ۶ (۲۰۰۹)
- اره ۷ (۲۰۱۰)
- جزابل (۲۰۱۴)
- چشم‌اندازها (۲۰۱۵)
- شغال‌ها (۲۰۱۷)
- اره ۱۰ (۲۰۲۳)

تهیه‌کننده اجرایی
- لدرفیس (۲۰۱۷)
- مارپیچ (۲۰۲۱)

تدوینگر
- اره (۲۰۰۴)
- اره ۲ (۲۰۰۵)
- اتاق ۶ (۲۰۰۶)
- اره ۳ (۲۰۰۶)
- تشنگی (۲۰۰۶)
- سفر به انتهای شب (۲۰۰۶)
- اره ۴ (۲۰۰۷)
- اره ۵ (۲۰۰۸)
- غریبه‌ها (۲۰۰۸)
- کولکشن (۲۰۱۲)
- جزابل (۲۰۱۴)
- چشم‌اندازها (۲۰۱۵)
- شغال‌ها (۲۰۱۷)
- جیگسا (۲۰۱۷)

طراح عنوان
- خانه مردگان ۲ (۲۰۰۵)